# Fritz Warmuth

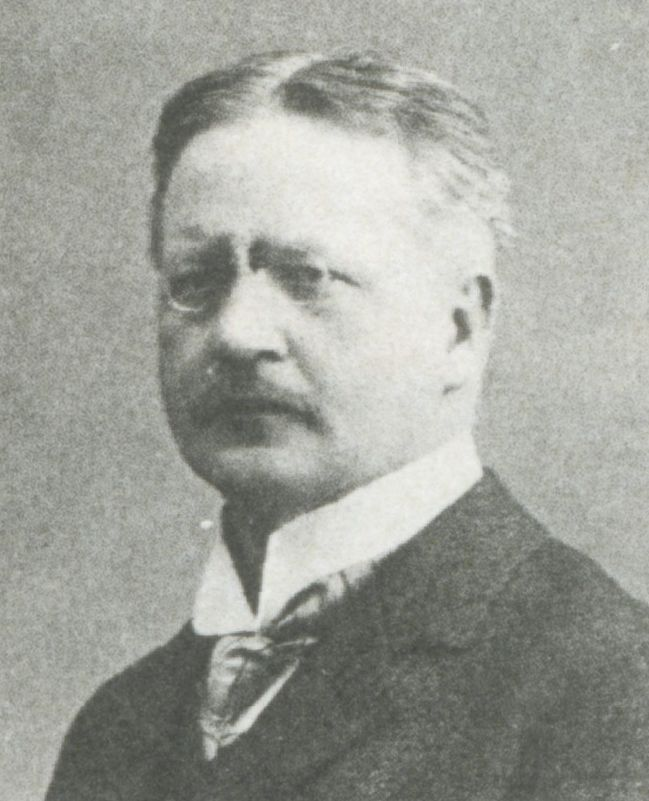
Fritz Warmuth als Reichstagsabgeordneter 1912

Fritz Warmuth (* 15. Juli 1870 in Hirschberg, Provinz Schlesien; † 10. April 1937 in Berlin-Steglitz) war ein deutscher Politiker (Freikonservative Partei, DNVP).

## Leben und Beruf
Nach dem Abitur am Königlichen Katholischen Gymnasium in Glatz 1889, studierte Warmuth, der evangelischen Glaubens war, in Leipzig, Berlin und Breslau Rechtswissenschaften. Er bestand das erste Staatsexamen im Jahre 1894 und absolvierte anschließend sein Referendariat in Reinerz, Glatz, Breslau und Stettin. Nach dem Assessorexamen 1900 arbeitete er zunächst als Hilfsrichter am Amtsgericht Breslau, bevor er 1904 zum Amtsrichter in Hultschin berufen wurde. 1907 wechselte er nach Jauer. Von 1915 bis 1918 war er Bezirksrichter in Konin in Polen. Danach war er bis zum 1. Februar 1919 Leiter der deutschen Passstelle in Eger (Böhmen), um dann wieder an das Amtsgericht in Jauer zurück zu wechseln.

## Partei
Im Kaiserreich gehörte Warmuth der Freikonservativen Partei an. 1918 beteiligte er sich an der Gründung der DNVP. Am 1. Mai 1933 trat er in die NSDAP ein.

## Abgeordneter
Dem Reichstag des Kaiserreiches gehörte Warmuth als unabhängiger Abgeordneter von 1912 bis 1918 für den Wahlkreis Liegnitz 7 (Jauer) an. 1919/20 war er Mitglied der Weimarer Nationalversammlung. Anschließend war er bis Mai 1924 erneut Reichstagsabgeordneter des Reichstages.